# Carolina Beach
Carolina Beach és una població dels Estats Units a l'estat de Carolina del Nord. Segons el cens del 2009 tenia 5.883 habitants.

## Demografia
Segons el cens del 2000, Carolina Beach tenia 4.701 habitants, 2.296 habitatges i 1.253 famílies. La densitat de població era de 806,7 habitants per km².
Dels 2.296 habitatges en un 18,3% hi vivien nens de menys de 18 anys, en un 43,5% hi vivien parelles casades, en un 7,7% dones solteres, i en un 45,4% no eren unitats familiars. En el 35,1% dels habitatges hi vivien persones soles el 7,6% de les quals corresponia a persones de 65 anys o més que vivien soles. El nombre mitjà de persones vivint en cada habitatge era de 2,03 i el nombre mitjà de persones que vivien en cada família era de 2,59.
Per edats la població es repartia de la següent manera: un 14,8% tenia menys de 18 anys, un 7,1% entre 18 i 24, un 31% entre 25 i 44, un 34,5% de 45 a 60 i un 12,7% 65 anys o més.
L'edat mediana era de 44 anys. Per cada 100 dones de 18 o més anys hi havia 104 homes.
Cap de les famílies i el 9,4% de la població estaven per davall del llindar de pobresa.

## Poblacions més properes
El següent diagrama mostra les poblacions més properes.